# Marius Hurter
Pour les articles homonymes, voir Hurter.
Marius Hofmeyr Hurter, plus connu comme Marius Hurter, né le 8 octobre 1970 à Potchefstroom (Afrique du Sud), est un ancien joueur de rugby à XV sud-africain qui a joué avec l'équipe d'Afrique du Sud entre 1995 et 1997. 
Il évoluait comme pilier (1,87 m pour 123 kg).
Il a gagné la Coupe du monde de rugby 1995.

## Carrière

### En club
Newcastle Falcons 1998-2004

### En province
- Western Province 1991-1995
- Northern Transvaal 1995-1997
- Western Province 1998
- Golden Lions 2005-2006

### En franchise
- Northern Transvaal 1996-1997
- Western Stormers 1998
- Cats 2005-2006

### En équipe nationale
Il a effectué son premier test match avec les Springboks le 30 mai 1995 à l’occasion d’un match contre l'équipe de Roumanie (victoire 21-8) pendant la Coupe du monde de rugby 1995.

## Palmarès

### Avec les Springboks
(au 31/12/2005)
- 13 sélections
- 0 essai
- Sélections par saison : 3 en 1995, 7 en 1996, 3 en 1997.
- Participation à la Coupe du monde de rugby 1995 (2 matchs comme titulaire), victoire finale.